# Hartwig Gauder
Hartwig Gauder (Vaihingen an der Enz, 10 de noviembre de 1954 - Erfurt, 22 de abril de 2020) fue un atleta alemán especializado en marcha atlética. Participó en cuatro Juegos Olímpicos siendo campeón en 1980 y también campeón mundial en marcha en 50 km.

## Biografía
Aunque Hartwig Gauder nació Vaihingen an der Enz, (Alemania Occidental), en 1960 se trasladó con su familia a Alemania Oriental al heredar una casa en Ilmenau, Turingia.

## Inicios
Como atleta de Alemania Oriental consiguió grandes éxitos como la Copa del Mundo en 1985, el campeonato de Europa en 1986, campeonato del mundo en 1987,
Acudió en cuatro ocasiones a participar en los Juegos Olímpicos. Su primera participación fue en los Juegos Olímpicos de Moscú de 1980 donde consiguió la medalla de oro. En la siguiente ocasión, Los Ángeles 1984, no pudo acudir como consecuencia del boicot de los países del este en respuesta al recibido en los anteriores juegos de Moscú 1980.
En 1988 acudió a los Juegos Olímpicos de Seúl, consiguiendo la medalla de bronce. Su última participación olímpica (después de la unificación de las dos Alemanias) fue en el año 1992, en Barcelona, donde ocupó la sexta posición, obteniendo con ello un diploma olímpico. Todas sus participaciones fueron sobre la distancia de 50 km marcha.
Su mejor marca fue 3h:39:45 en los 50 km, registrada en el año 1988 en su participación en los Juegos Olímpicos de Seúl, Corea del Sur.

## Enfermedad cardíaca
En 1996 Gauder comenzó a padecer de una infección viral en su corazón. Después de vivir con un corazón artificial durante varios meses, recibió un trasplante de corazón. Posteriormente participó en el maratón de Nueva York varias veces. Al ser clasificado como un participante discapacitado debido a su trasplante, una vez fue descalificado por ser demasiado rápido, ya que hubo un tiempo mínimo, lo que él calificó. [1]
Su recuperación de casi morir a regresar a una vida normal, fue cubierta en un documental que se muestra en el canal documental alemán Phoenix . [1]

## Muerte
Gauder falleció a los 65 años en Érfurt mientras se sometía a diálisis el 22 de abril de 2020. [2] La causa de la muerte fue un ataque cardíaco complicado por la insuficiencia renal terminal.